# Rött vin
Rött vin är vin som vid tillverkningen fått en klar- eller mörkröd färg från druvskalen från blå vindruvor, även om en viss andel gröna druvor undantagsvis kan förekomma i framställningen av en del röda viner. Detta möjliggörs genom att rött vin, till skillnad från vitt vin, pressas först efter att druvmusten fått jäsa klart, vilket gör att de alkohollösliga färgämnena hunnit lakas ut i vinet. Denna process kallas för maceration och pågår normalt under omkring en veckas tid.
Om skalmassan får macerera med under en mycket kort tid fås istället rosévin. På grund av att skalmassan, som även innehåller druvkärnor och stjälkar, får macerera med musten i ett antal dagars tid lakas även smakämnen och tanniner (garvsyra) ur. Detta förklarar varför röda viner generellt har en kraftigare och strävare smak än vita viner. Denna smakprofil, strävare och kraftigare, förklarar varför röda och vita viner vanligen kombineras med olika typer av mat. Det är vanligt att kombinera rött vin med kött och smakrika ostar.
Röda viner serveras lätt kylda, inte rumsvarma, 14-18 °C. Uttrycket rumsvarmt kommer från en tid, när det inte fanns centralvärme. Man kan gärna servera 2 °C lägre, då vinet snabbt värms i glaset.
- Mjukt & bärigt serveras vid 14–16°C
- Kryddigt & mustigt serveras vid 16–18°C
- Fruktigt & smakrikt serveras vid 16–18°C
- Stramt & nyanserat serveras vid 16–18°C
- Sött serveras vid 16-18°C